# Округ Ли (Вирџинија)
Округ Ли (енгл. Lee County) је округ у америчкој савезној држави Вирџинија.

## Демографија
По попису из 2010. године број становника је 25.587, што је 1.998 (8,5%) становника више него 2000. године.
| Група             | 2000.          | 2010.          |
| Белци             | 23.132 (98,1%) | 23.893 (93,4%) |
| Афроамериканци    | 103 (0,4%)     | 947 (3,7%)     |
| Азијати           | 42 (0,2%)      | 56 (0,2%)      |
| Хиспаноамериканци | 120 (0,5%)     | 406 (1,6%)     |
| Укупно            | 23.589         | 25.587         |